# 大人のラジオバラエティ ご昭和ください
大人のラジオバラエティ ご昭和ください（おとなのラジオバラエティ ごしょうわください　通称「ご昭和下さい」）は、山口放送ラジオで放送されている日曜日・午前のバラエティ番組である。

## 概要
以前、この枠は「和尚と博子の耳がジャンボ」を放送していたが、番組終了を受けてこの番組が始まった。タイトル名にもあるように「昭和」をテーマとしたことを放送している。

## パーソナリティ
- 高橋裕 (アナウンサー)
- 山根由紀夫